# 印度卷柏
印度卷柏（学名：Selaginella indica）为卷柏科卷柏属下的一个种。种名indica意为印度的。